# Brachyale
Brachyale is een kevergeslacht uit de familie van de boktorren (Cerambycidae). De wetenschappelijke naam van het geslacht werd voor het eerst geldig gepubliceerd in 1963 door Breuning.

## Soorten
Brachyale is monotypisch en omvat slechts de volgende soort:
- Brachyale pterolophioides Breuning, 1963